# Колпаков Євген Вікторович
Євген Вікторович Колпаков — український і російський патофізіолог.

## Біографія
Навчався у Саратовському університеті, який закінчив 1924 року. 
Після університету працював учителем. 1928 року почав працювати в Саратовському ветеринарно-зоотехнічному інституті. У 1931 році призначений виконувачем обов'язків завідувача кафедри зоології та біології.
У 1932 році переїхав до Києва, поступив на роботу до Інституту експериментальної біології та патології НКОЗ УСРР. З 1936 року почав паралельно праювати в Інституті клінічної фізіології АН УРСР. Невдовзі очолив лабораторію порівняльної фізіології. 
У 1952-1953 виконував обов'язки заступника директора з наукової частини в Інституті клінічної фізіології, а також продовжував їх виконувати в об'єднаному Інституті фізіології ім. О. О. Богомольця АН УРСР до 1957 року.
Завідував відділом фізіології дихання цього інституту.
1974 року вийшов на пенсію.

## Науковий внесок
Досліджував процеси в кровоносній системі. Зокрема вивчав вплив зниження атмосферного тиску на здоров'я людини, порушення роботи судин печінки, дію гормонів на кровоносну систему тощо. Також долучився до досліджень посттравматичного синдрому, поведінки собак з фістулою Екка-Павлова в моделі азотистої інтоксикації.

## Наукові праці
- (рос.)Феномен Шварцмана на днервированных органах // Медичний журнал, 1937. № 6
- (рос.)Анализ шлюзовой функции печени у собак // Медичний журнал, 1945. № 12;
- (рос.)ЕВ Колпаков, НВ Лауэр. Гипоксия. - 1949 - Киев
- До порівняльної фізіології кровообігу в печінці // Фізіологічний журнал. 1961. Т. 8, № 3
- Оживлення тварини після клінічної смерті шляхом включення її кровообігу в кровообіг нормальної тварини // Тези доп. 9-го з’їзду Укр. патофізіол. т-ва. К., 1972.